# Nicolette Hellemans

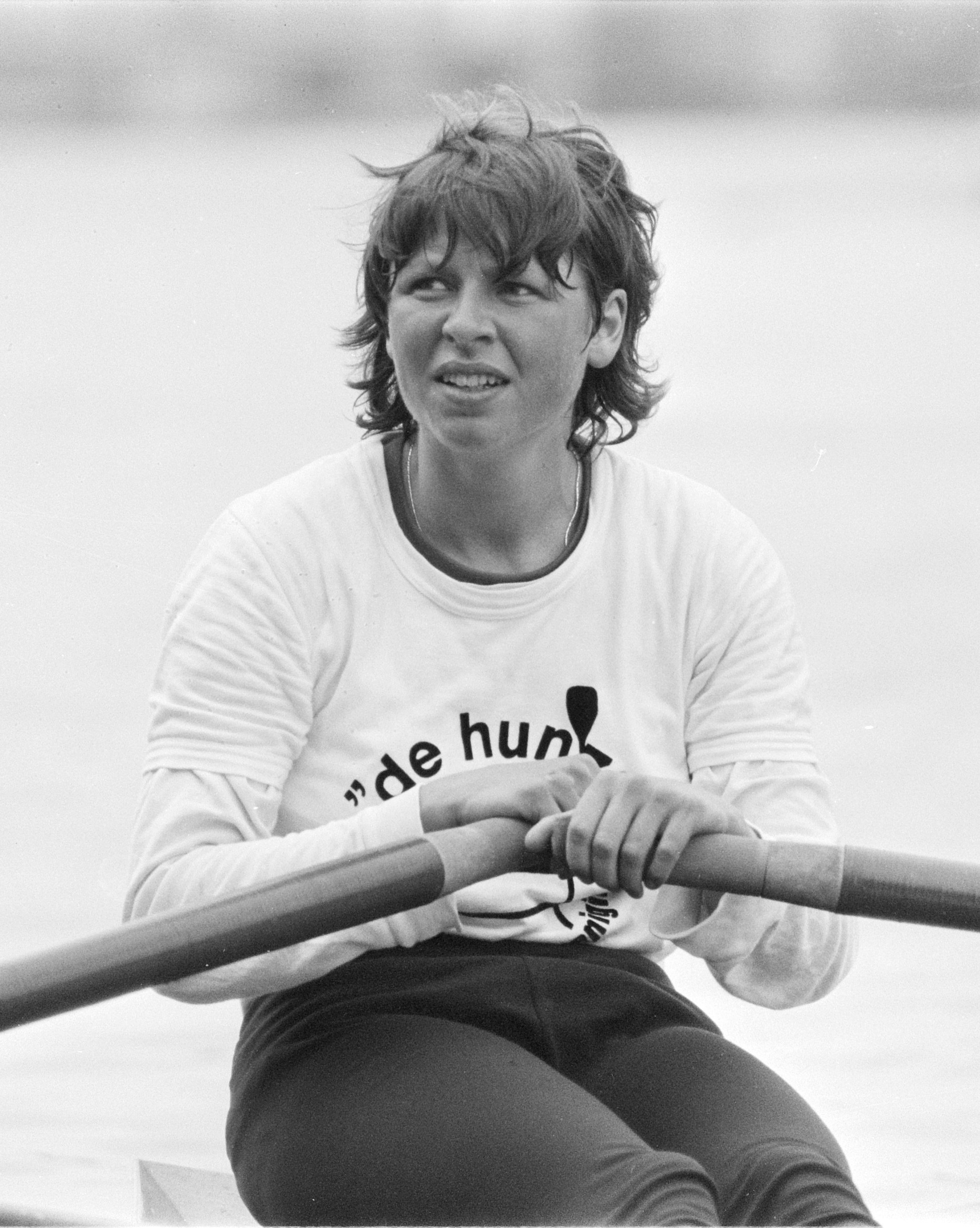
Nicolette Hellemans im April 1984

Nicolette Hellemans (* 30. November 1961 in Groningen) ist eine ehemalige niederländische Ruderin.

## Karriere
Die 1,69 m große Nicolette Hellemans gewann 1979 bei den Junioren-Weltmeisterschaften die Bronzemedaille im Doppelvierer. Bei den Weltmeisterschaften 1983 belegte Nicolette Hellemans im Doppelzweier zusammen mit ihrer Schwester Greet Hellemans den fünften Platz. Im Jahr darauf fehlten bei den Olympischen Spielen 1984 in Los Angeles wegen des Olympiaboykotts der Ostblockstaaten vier der sechs Boote aus dem Weltmeisterschaftsfinale des Vorjahres. In Los Angeles siegten Mărioara Popescu und Elisabeta Lipă, die Weltmeisterschaftsdritten des Vorjahres; hinter den beiden Rumäninnen gewannen die Niederländerinnen Silber vor den Kanadierinnen. Die Hellemans-Schwestern traten auch mit dem niederländischen Achter an und gewannen in dieser Bootsklasse die Bronzemedaille hinter dem US-Boot und den Rumäninnen.